# Rückenschwimmer
Rückenschwimmer (Notonectidae) sind eine Familie von aquatisch lebenden Insekten in der Unterordnung der Wanzen (Heteroptera) innerhalb der Teilordnung der Wasserwanzen (Nepomorpha). Weltweit sind etwa 350 Arten bekannt. In Deutschland kommen 6 Arten vor. Das besondere Kennzeichen dieser Tiere ist, dass sie stets mit der Bauchseite nach oben schwimmen – und zwar unterhalb der Wasseroberfläche. Diese auffällige Schwimmposition resultiert aus dem bauchseits am Hinterleib mitgeführten Luftvorrat. Da sie empfindlich stechen können, werden Rückenschwimmer im Volksmund auch „Wasserbienen“ genannt.

## Merkmale
Rückenschwimmer erreichen Körperlängen von etwa 13,5 bis 18 Millimeter. Die Körperoberseite ist bootsförmig gewölbt. Die Bauchseite ist stets abgeflacht. Der Luftvorrat der Wanzen befindet sich hauptsächlich auf der Bauchseite. Durch den positiven Auftrieb im Wasser dreht sich die Unterseite der Tiere nach oben. Der Kopf ist breit und trägt auffallend große Augen. Die Augen sind als sogenannte Doppelaugen ausgebildet. Der rückenseitige (dorsale) und bauchseitige (ventrale) Teil ist hinsichtlich der Facettenzahl und der Pigmentierung verschieden. Der dem Licht zugewandte Teil ist besser organisiert und ermöglicht das genaue Sehen. Die dem Licht abgewandte Seite ist weniger spezialisiert und dient mit einem weiten Gesichtskreis als Bildsucher. Die kurzen Fühler (Antennen) der Rückenschwimmer liegen an der Unterseite des Kopfes und ruhen auf einer Luftblase, welche sich in einer Grube zwischen Kopf und Vorderbrust (Prothorax) befindet. Die zweiten und dritten Glieder sind behaart. Das dritte Fühlerglied verfügt über spezielle Sinneshaare. Die Behaarung verhindert das Abperlen der Luftblase. Die Nervenleitungen der Sinneshaare an den Fühlern vermitteln Muskelbewegungen, die zusammen mit der nach oben strebenden Luftblase als Gleichgewichtsorgan fungieren.
Die Flügel sind trotz ihrer aquatischen Lebensweise sehr kräftig und vollständig ausgebildet.
Bei genügend warmem Wetter krabbeln sie an Land, trocknen ihre Flügel (was bis zu 15 Minuten dauern kann) und fliegen, vorwiegend um neue Wasserstellen aufzusuchen.
In diese stürzen sie sich mit geschlossenen Flügeln.
Neue Wasserstellen werden nur mit Hilfe der Augen gefunden, wobei sie auf besonders helle Oberflächen reagieren. Rückenschwimmer bewegen sich mit ihren kräftigen Ruderbeinen knapp unter der Wasseroberfläche stoßweise fort. Der Saugrüssel ist kurz und stark ausgebildet.

## Lebensweise

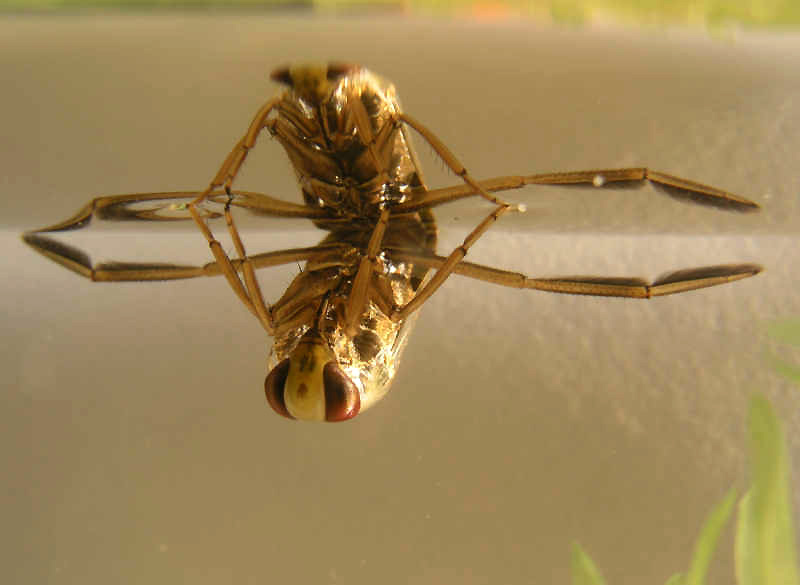
Gemeiner Rückenschwimmer (Notonecta glauca), mit den Spitzen von Hinterleib und Mittelbeinen an der Unterseite des Oberflächenhäutchens des Wasserspiegels hängend

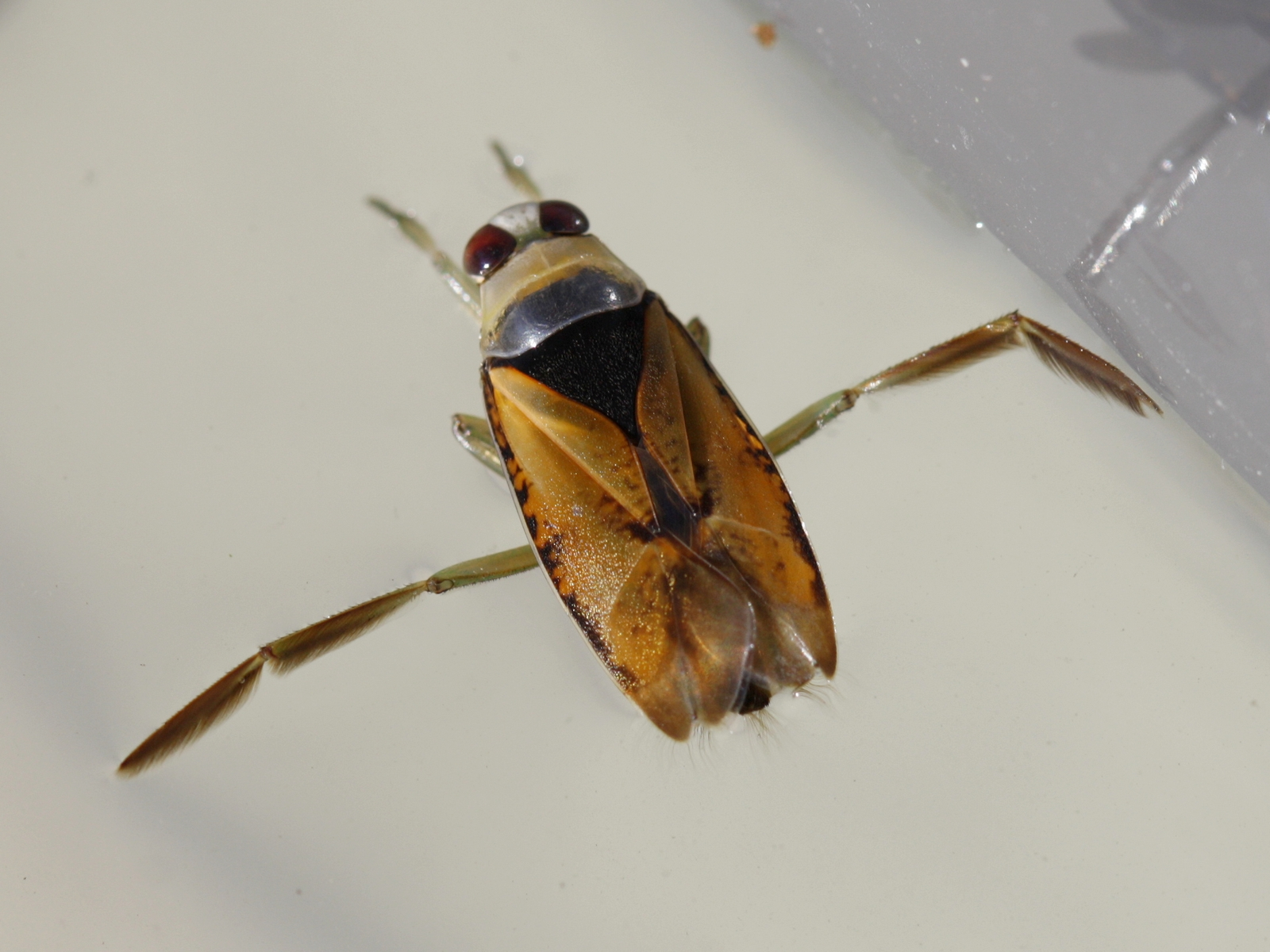
Gemeiner Rückenschwimmer (Körperoberseite)

Rückenschwimmer leben in Tümpeln, Teichen und an Seeufern. Auch in größeren und tiefen Regenpfützen können die Tiere existieren. Sie sind auf besondere Weise an das Leben im Wasser angepasst. Notonectiden sind gewandte Schwimmer. Sie sind durch ihren seitlich zusammengedrückten Körper imstande, das Wasser zu durchschneiden. Das hintere Beinpaar ist das Ruderorgan. Die Schiene und der Fuß sind mit langen steifen benetzbaren (hydrophilen) Borstenhaaren besetzt. Beim Rückschlag der Beine spreizen sich die Borstenhaare ab und vergrößern damit die Ruderfläche.

### Atmung

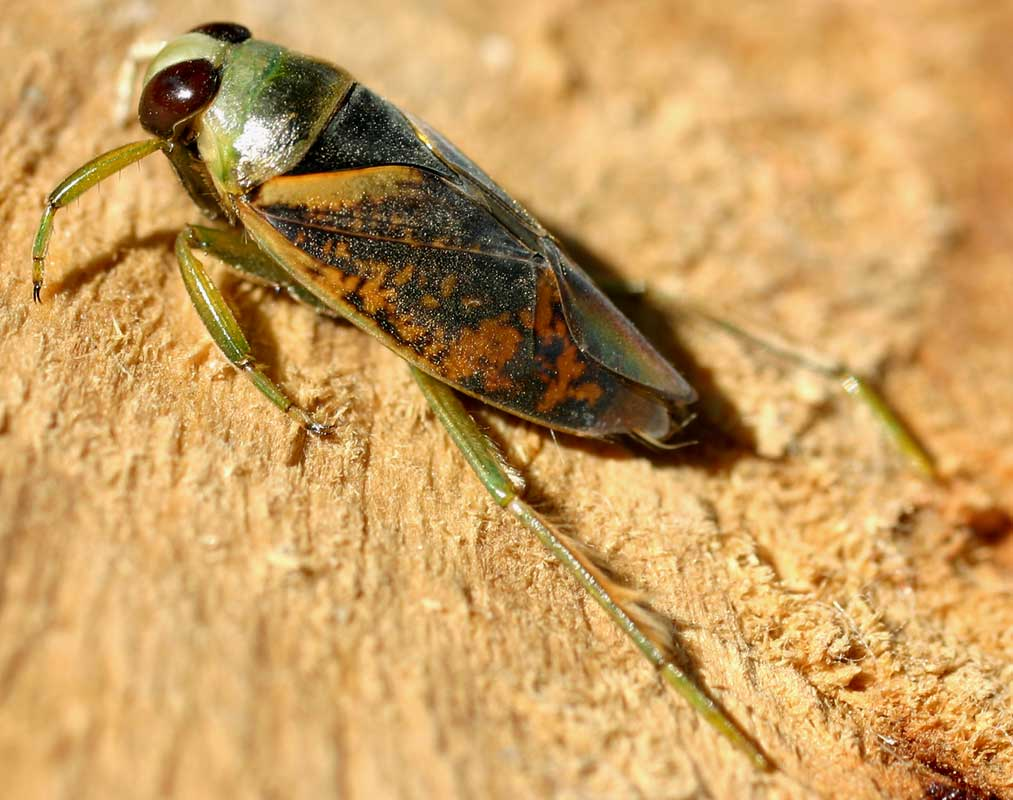
Gefleckter Rückenschwimmer (Notonecta maculata)

Zum Atmen durchstößt der Rückenschwimmer mit der Hinterleibspitze in Rückenlage die Wasseroberfläche. Die Mittel- und Vorderbeine stützen das Tier, welches durch den Luftvorrat leichter als Wasser ist, gegen die Oberflächenspannung des Wassers ab. Die Hinterbeine halten die Balance. Die Hinterleibsspitze ragt aus dem Wasser heraus. Diese ist von einem unbenetzbaren (hydrophoben) Haarkranz umgeben und kann so das Oberflächenhäutchen durchstoßen. Beim Herausstrecken des Hinterleibes klappen an der Bauchseite zwei tunnelbildende Borstenreihen auf und nehmen Luft in sich auf. Diese schließen sich wieder beim Abtauchen. Diese Zuführungskanäle stehen mit Hohlräumen an der Brust und unter den Flügeln in Verbindung. Rückenschwimmer sind so förmlich mit Lufträumen umgeben. Am Grunde dieser Rinnen befinden sich Tracheenöffnungen, so dass Sauerstoff aus diesem Vorrat zur Atmung genutzt werden kann, das heißt in die Tracheen hinein diffundieren kann. Durch diesen Luftvorrat wird der Auftrieb so stark, dass sie beim Tauchen heftig mit den Hinterbeinen rudern oder sich mit den beiden vorderen Beinpaaren festhalten müssen.

### Ernährung
In Rückenlage verharrt das Tier unter der Oberfläche, um auf Beute zu warten, die entweder zum Atmen an die Oberfläche kommt oder in erreichbarer Nähe vorbeischwimmt. Notonectiden können darüber hinaus Oberflächenschwingungen ins Wasser gefallener Insekten aufnehmen. Sie bewegen sich schnell auf die Beute zu, packen sie mit den Mittel- und Vorderbeinen, ziehen sie unter Wasser und saugen sie aus. Fast alle Rückenschwimmer sind Räuber, die sich von allen Insekten ernähren, die sie überwältigen. Selbst kleine Fische und Kaulquappen werden gepackt und ausgesaugt.
Außerhalb Europas existieren Arten in der Familie der Notonectiden, welche sich von Plankton ernähren. So ist Buenoa margaritacea ein Planktonfresser. Die Wanze legt die Vorder- und Mittelbeine eng an den Körper an. Die Behaarung der Schenkel bildet eine Art Reuse, durch die das Wasser gefiltert wird. Dabei bleiben Mikroorganismen an den Borsten hängen.

### Fortpflanzung und Entwicklung

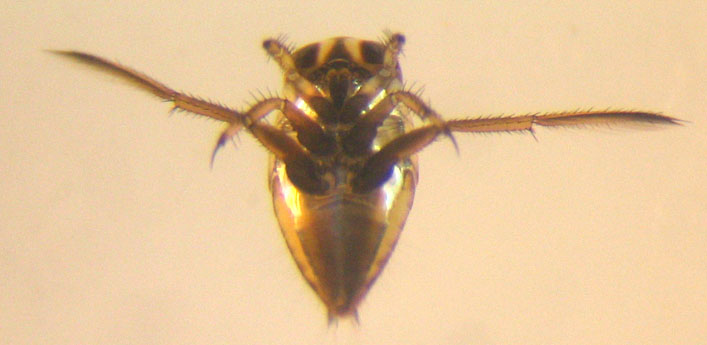
Juveniler Rückenschwimmer, 2–3 mm lang. Ansicht von der Bauchseite.

Die Paarung der Rückenschwimmer kann mehrere Stunden dauern. Deshalb müssen sie eine Stellung einnehmen, in der sie atmen können. Sie hängen nebeneinander liegend an der Wasseroberfläche. Das Männchen befindet sich etwas unterhalb des Weibchens. Die Eiablage ist artspezifisch verschieden. Notonecta glauca senkt ihre länglich-ovalen, etwa 2 Millimeter langen Eier mittels einer kurzen Legeröhre in Pflanzengewebe. Ähnlich verhalten sich Notonecta obliqua und Notonecta lutea. Notonecta viridis kittet ihre Eier gelegentlich, Notonecta maculata immer an Steine. Die Zeiten der Eiablage sind ebenso artspezifisch verschieden. Bei Notonecta glauca setzt Ende März die Paarung und bald darauf die Eiablage ein. Notonecta viridis dehnt die Eiablage bis in den Herbst. Notonecta maculata beginnt erst im Herbst mit der Eiablage und setzt diese auch in warmen Wintermonaten fort. Daraus resultieren unterschiedliche Formen der Überwinterung der Rückenschwimmer-Arten als Vollinsekt oder als Ei.
Rückenschwimmer sind wie alle Wanzen hemimetabol. Sie durchlaufen fünf Larvenstadien, die über Häutungen ineinander übergehen. Die Larven werden dabei dem erwachsenen Tier allmählich immer ähnlicher.

## Verbreitung
Rückenschwimmer der Gattung Notonecta sind besonders in der Neotropis verbreitet und artenreich. Während im Süden der Alten Welt Arten der Gattung Anisops zahlreich sind, sind es in der Neuen Welt Arten der Gattung Buenoa.

## Systematik

### Gattungen und Arten (Auswahl)
- Anisops Spinola, 1837
  - Anisops kuroiwae Matsumura, 1915
- Buenoa Kirkaldy, 1904
  - Buenoa antigone (Kirkaldy, 1899)
  - Buenoa arida Truxal, 1953
  - Buenoa arizonis Bare, 1928
  - Buenoa artafrons Truxal, 1953
  - Buenoa confusa Truxal, 1953
  - Buenoa hungerfordi Truxal, 1953
  - Buenoa limnocastoris Hungerford, 1923
  - Buenoa macrotibialis Hungerford, 1924
  - Buenoa margaritacea Torre-Bueno, 1908
  - Buenoa marki Reichart, 1971
  - Buenoa omani Truxal, 1953
  - Buenoa pallens (Champion, 1901)
  - Buenoa pallipes (Fabricius, 1802)
  - Buenoa playtycnemis (Fieber, 1851)
  - Buenoa scimitra Bare, 1925
  - Buenoa speciosa Truxal, 1953
  - Buenoa uhleri Truxal, 1953
- Martarega White, 1879
  - Martarega membranacea White, 1879
  - Martarega mexicana Truxal, 1949
- Notonecta Linnaeus, 1758
  - Notonecta borealis Hussey, 1919
  - Notonecta glauca Linnaeus, 1758
  - Notonecta hoffmanni Hungerford, 1925
  - Notonecta indica Linnaeus, 1771
  - Notonecta insulata Kirby, 1837
  - Notonecta irrorata Uhler, 1879
  - Notonecta kirbyi Hungerford, 1925
  - Notonecta lobata Hungerford, 1925
  - Notonecta lunata Hungerford, 1926
  - Notonecta maculata Fabricius, 1794
  - Notonecta montezuma Kirkaldy, 1897
  - Notonecta ochrothoe Kirkaldy, 1897
  - Notonecta petrunkevitchi Hutchinson, 1945
  - Notonecta raleighi Torre-Bueno, 1907
  - Notonecta repanda Hungerford, 1934
  - Notonecta shooteri Uhler, 1894
  - Notonecta spinosa Hungerford, 1930
  - Notonecta uhleri Kirkaldy, 1897
  - Notonecta undulata Say, 1832
  - Notonecta unifasciata Guérin-Méneville, 1857

### Arten in Europa
- Anisops crinitus Brooks, 1951
- Anisops debilis Gerstaecker, 1873
- Anisops sardeus Herrich-Schaeffer, 1849
- Notonecta canariensis Kirkaldy, 1897
- Gemeiner Rückenschwimmer (Notonecta glauca Linnaeus, 1758)
- Gelber Rückenschwimmer (Notonecta lutea Müller, 1776)
- Gefleckter Rückenschwimmer (Notonecta maculata Fabricius, 1794)
- Südlicher Rückenschwimmer (Notonecta meridionalis Poisson, 1926)
- Gestreifter Rückenschwimmer (Notonecta obliqua Thunberg, 1787)
- Notonecta pallidula Poisson, 1926
- Reuters Rückenschwimmer (Notonecta reuteri Hungerford, 1928)
- Grüner Rückenschwimmer (Notonecta viridis Delcourt, 1909)
- Nychia marshalli (Scott, 1872)